# Gerhard II van Lohn
Gerhard II van Lohn of Gerhard II von Loen) (1110-1152) was graaf van het graafschap Lohn van 1128 tot zijn dood in 1152. Hij was een zoon van Godschalk I van Lohn. De naam van zijn vrouw is onbekend. Gerhard kreeg één kind. Godschalk II van Lohn.